# ワグネル・ペレイラ・カルドーゾ
アマラオ（Amaral）ことワグネル・ペレイラ・カルドーゾ（Wagner Pereira Cardozo、1966年10月16日 - ）は、ブラジル・サンパウロ州ピラシカーバ出身の元プロサッカー選手、サッカー指導者。現役時代のポジションはフォワード（FW）。
Jリーグ時代の登録名はアマラオだが、ブラジルポルトガル語の発音により近いのはアマラウ（ポルトガル語発音: [amaˈɾaw]）。

## 経歴

### プロ入り以前
3男3女の長男としてサンパウロ州ピラシカーバに生まれ、8歳の時に父の仕事先である同州カンピーナスへ引越す。当時カンピーナスのグアラニFCにはブラジル代表センターバック（CB）のアマラウが所属しており、「アマラウと肌の色が似ていてCBだから」という理由で、友達から「Amaral」の愛称が付けられた。それ以前は「リングイッサ」（ソーセージ）「ピタンガ」（ブラジリアン・チェリー）「サラダ」といった『ヘンテコなニックネーム』ばかりを頂戴してきたワグネル少年にとって、この時初めて『人間の名前』が渾名となったのだという。
1977年、10歳の時にサンパウロ州1部リーグ・AAポンチ・プレッタジュニアチームのテストに合格したが、同州オルトランジャに引越したことでバス代が捻出できなくなり 退団。その後は工業系の専門学校に通いながらオルトランジャのアマチュアチームでプレーを続けていた。ここでも当初はCBを務めていたが、FWへのポジション転向を監督に直訴し、これが奏功。ヘディングの強さを発揮し、これ以後FWを務めるようになった。
1984年、17歳で学校を卒業し、いくつかのクラブのテストを受けたものの失敗。町工場で旋盤工として働いて家計を助けながら夜学の高校へ通い、土日はSEパルメイラス下部組織のパルメイリーニャでアマチュアリーグに出場していた。1985年には同リーグで得点王を獲得。クラブからの勧めでパルメイラストップチームのテストを受けたが、これが長引いたことで工場を辞めることになり、さらにテストも通らず、新調したスパイクシューズは盗難に遭ってしまう。これ以上プロクラブを探す気力は無く、再び旋盤工として就職し、休日にアマチュアとしてサッカーに臨んでいたところ、1987年にカピヴァリアーノFCへの加入を勧められ、テスト期間として同クラブのユースチームでプレーすることになった。

### プロデビュー / パルメイラス
1987年5月、カピヴァリアーノから貸し出される形で、サンパウロ州の3部リーグに所属していたコメルシアウFCとプロ契約を締結。同年リーグ戦で16得点を挙げ、2部への昇格に貢献。1988年には同2部のカピヴァリアーノへ復帰し、コンスタントに得点を挙げた。
1989年、同じく2部のイトゥアーノFCに移籍。同年リーグ戦の優勝に貢献し、翌1990年から1部へ昇格。着実にサンパウロ州内での知名度を高めつつあった。1991年はスポーツヘルニアに苦しんでいたが、チームメートのFWが交通事故で急死したため その代役として急遽グアラニFC戦に先発出場することになった。この試合には、グアラニとの対戦を控えていたSEパルメイラスのスタッフが視察に訪れており、また、パルメイラスではこの事故死したFWの獲得を検討していた。グアラニ戦でのプレーぶりがパルメイラス監督のネルシーニョから認められ、1992年1月よりイトゥアーノからのレンタルでパルメイラスに加入。かつて同クラブのテストを受けた時から7年が経っていた。
名門パルメイラスで活躍できればブラジル代表入りに大きく近づくと意気込んでいたが、コンディションが万全で無かったこともあり、ネルシーニョからはFWエバイールの控えとして起用された。移籍後初出場となったフルミネンセFC戦で先制点を挙げたものの、その後の半月板損傷によって戦列を離れ、先発定着はかなわなかった。
半月板の手術を行いアイシングに務めていた中、イトゥアーノの監督だったテイシェイラが東京ガスサッカー部（現 FC東京）へアドバイザーとして加入することになり、同部への加入を持ちかけられる。ネルシーニョからは慰留されたものの、金銭的好条件と海外でのプレーに惹かれ、訪日を決断。この時は1年程でブラジルに帰国し、代表入りを再び目指すつもりでいた。

### 東京ガス / FC東京
1992年5月13日に訪日し、ジャパンフットボールリーグ(旧JFL)に所属していた東京ガスSCへレンタル移籍加入。しかし、ブラジルの名門クラブから加入したアマラオにとって、当時の同部の環境は劣悪だった。用具の用意や洗濯を選手自ら行い、社員選手が大半であったため人数が揃わないままでも練習をし、堅い人工芝の練習場で古傷の膝も痛んだ。日本の言葉、食事、習慣に中々馴染めずホームシックにもなったが、チームメートとブラジル料理店に出掛けた際、同じ店に来ていたラモス瑠偉から励まされ、交流を深めることになった。
何とか1年目のシーズンを終え、ブラジルへ復帰するつもりで帰国したが、イトゥアーノは資金難に陥っており、翌シーズンも東京ガスからのレンタル料を得ようとするスタッフから移籍期間の延長を求められる。アマラオは家族を支え、また旧知の仲間を助けるためにこの要請を受け入れ、1993年に再び訪日。同年よりJリーグが華々しく開幕し、ラモスの活躍を目にしつつも、自分がやれることを精一杯やろう とJFLでのプレーを続けた。
1994年は、日本での生活に馴染み、チームも大熊清のコーチ就任やFW関浩二らの加入など徐々に上位を目指す体制が整ってきたことで、心身の充実を得てリーグ戦で20得点を挙げた。同年の天皇杯ではベスト8 進出に貢献。東京ガスはこれらの活躍ぶりから完全移籍での獲得を決め、1995年になってイトゥアーノからパスを買い取った。大熊が監督に就きチーム強化が進む中、アマラオはエースとしてチームを牽引しつつ、プロとしてサッカーに臨む姿勢を言葉や態度でチームメートに示し続けた。1998年にはJFLでの優勝に貢献し、翌1999年からはFC東京（東京ガスから改称）の選手としてJ2に臨んだ。アマラオの活躍もあってJ2ではJ1昇格圏内を維持していたが、並行して開催されたナビスコカップの準決勝鹿島アントラーズ戦で相手のスライディングを受けて負傷。トレーナーの木場克己は即座の交代を判断したが、アマラオはJFL時代から「このチームはJリーグでも充分に戦えるはず」と考えていたことからJ1クラブとも戦う同カップ戦への意気込みが強く、木場を押し留めてプレーを続行。結果、剥離骨折による離脱を余儀なくされたが、シーズン終盤に復帰。J2準優勝に貢献し、J1昇格を掴んだ。
2000年、自身訪日9年目にして、日本サッカーのトップカテゴリーであるJ1で戦うことになった。J1・1st第1節横浜F・マリノス戦では自身のプレーでPKを獲得したが、FWツゥットがキッカーを志願したため、アマラオは新加入のツゥットへの心配り からクラブ史上J1第1号ゴールの栄誉を譲った（このPKが決勝点となり1-0で勝利）。アマラオ・ツゥットの得点量産によってチームは中位に踏み止まったが、J1で戦える地力を付けてから上位を目指そうというクラブ首脳陣と、プロならばリーグ優勝を目標にすべきというアマラオとの間で溝が生じた。アマラオは横浜FMのオズワルド・アルディレス監督からポストプレーヤーとして高く評価されており、シーズン終盤に同クラブからのオファーを受けたことで移籍を決意。しかし、このことを知ったサポーター達から慰留され、J1・2nd第14節ジェフ市原戦では、試合開始前からMF佐藤由紀彦がVゴールを決めてもなお、終始アマラオコールを受ける。大熊からも「一緒に優勝を目指そう」と声をかけられ翻意するに至った。
2003年の契約更新をするに当たり、アマラオはその年限りでの契約満了を聞かされていた。36歳の年齢による怪我の回復の遅れやプレーの衰えを見せつつあったため チームの若返りを図るというのが理由だった。同年11月18日に退団を表明。リーグ戦終了後、クラブのホームスタジアムがあり、本人も当時居住していた調布市から感謝状が送られ、市役所にてセレモニーが執り行われた。
1992年から2003年シーズン終了までに記録された、東京ガス及びFC東京における公式戦出場数332は、日本のクラブチームに所属した外国籍選手の「同一クラブにおける出場試合数」としては最多である。

### 湘南 / 高崎
2004年、J2・湘南ベルマーレに完全移籍。スタッフからは別メニューでの調整を許されていたが、持ち前のひたむきさで 若手選手と同様の練習メニューに取り組み、ホーム開幕戦のJ2第2節横浜FC戦で得点を挙げる上々のスタートとなった。しかし、コンディションには自信を持っていたものの、肉離れなどの負傷が重なったことで目立った活躍を見せられずに退団。アマラオは後に、スタッフの指示通りに調整していればもっとチームに貢献できたかもしれないと後悔を吐露している。
2005年、日本フットボールリーグ(JFL)・FCホリコシ（翌年アルテ高崎に改称）に完全移籍。同年のJFL後期第9節三菱水島戦でJFL史上初の1試合5得点を記録した。2006年は4月のJFL前期第7節ソニー仙台戦で得点を挙げたものの、開幕前に負傷した膝の具合が思わしくなく、ブラジルへ帰国してリハビリに取り組んでいた。アマラオ不在の高崎は成績不振による監督交代に見舞われ、同年8月には帰国中のアマラオに選手兼任監督としての現場復帰が打診された。リハビリを途中で切り上げ、10月のJFL後期第10節ジェフ・クラブ戦よりチームを指揮。同第14節から最終節までの4戦は2勝2分 で成績を上向かせた。2007年は新監督を迎えたため、選手として契約を更新していたが、やはり膝の状態が回復せず、同年4月に現役引退を表明。この際、今後は日本で指導者ライセンスの獲得を目指し、将来はJリーグのクラブで監督を務めたいとコメントしている。同年末、Jリーグ功労選手賞を受賞。

### 指導者時代
2007年5月より、フットサルチーム「Gatas Brilhantes H.P.」のコーチに就任。また、外国籍プレイヤーとして初のJFAアンバサダーにも任命された。同年6月より2008年12月まで東京中日スポーツ（同紙はFC東京を応援）にコラム「King of Talk」を連載していた。
2008年5月11日に引退試合を開催。同年10月にはアマラオを取り上げたドキュメンタリー映画「KING OF TOKYO O FILME」が公開された。
2009年4月、東京ガス及び湘南在籍時の同僚である浮氣哲郎の誘いを受け、浮氣が監督を務めるJFL・FC刈谷のコーチに就任した。同年5月、選手と共に戦い同じ目線で指導したいとの考えから、コーチ兼アマチュア選手としての現役復帰を希望。7月に選手登録され、2年ぶりに現役復帰。なお、アマラオは浮氣（1971年生まれ）や当時の最年長Jリーガーである三浦知良（1967年生まれ）よりも年長であり、日本の全国リーグでの現役最年長選手となった。2010年は監督に就任したが東海リーグ1部2位で終わり、JFL復帰を逃した。翌シーズンの運営費削減に伴い、同年11月にプロ契約監督だったアマラオの退任が発表された。また、この年の2月には湘南ベルマーレOBの一員としてJ1昇格記念試合に参加。ミドルシュートで先制点を挙げ、MVPに選出されている。
2011年、株式会社ファンルーツ 所属のコーチングスタッフとして東京都1部リーグ・東京23FC監督、FCトレーロス、ファンルーツアカデミー コーチに就任。東京23FC監督としてはリーグ優勝、全国社会人選手権（全社）優勝を果たしたが、同年3月に発生した東日本大震災の影響を心配する家族の声を受け、この年限りで東京23FC監督を退任、帰国した。
日本への思いは断ち難く、2014年4月に フェリーチェ・モンド株式会社 のスタッフとして千葉県の暁星国際学園サッカー部ヘッドコーチに就任した。これを縁に、同年7月には松田直樹メモリアルマッチに「CHIBA DREAMS」の一員として出場。
2016年、菅原宏に招聘されJ2リーグ・ザスパクサツ群馬のコーチに就任。同年末に退任し、2017年には菅原が代表を務めるtonan前橋の監督に就任。2020年、tonan前橋のヘッドコーチに就任。
2022年2月1日、12年間の現役時代を過ごしたFC東京アンバサダーに就任。
2025年1月6日、横浜FCのストライカーコーチに就任。

## 人物・エピソード
- 日本での生活が長かったため、日本語をかなり流暢に話すことができる[16]。ひらがな・カタカナの読みも支障は少ない。現役引退後日本でサッカー指導者になりたいとの希望からさらに日本語を勉強する事を希望し、公文式の国語の授業を日本の中学生のクラスに混じって勉強した[66][52]。自身のブログも日本語で更新を続けた。
- 訪日してしばらくは口に合う日本食が無く[16]本人によると「近所にあったそば屋で毎日蕎麦ばかり食べていた」[67]とのことだが、訪日3年目の1994年、クラブの練習場のFC東京深川グランドがある猿江の洋食屋の生姜焼きを気に入り[68]、店の常連客になった[18]。その後好き嫌いはほとんど無くなったが、魚介類は現在も嫌いで[3][68]自ら口に運ぶ事はない[67]。
- 訪日直後からラモス瑠偉との親交が深い。ラモスは長姉家族がパルメイラスのファンだったことから「パルメイラスのAmaral」を知っており[69]、そんな選手が当時Jリーグ入りを目指してもいないようなクラブに加入していたことに驚き、日本に馴染めずブラジルに帰りたがっていたアマラオを東京のディスコや外食に連れて行き元気付けるなど、ブラジル出身の先輩として大きな支えとなった[3][69]。また、アマラオはラモスのJリーグでのプレーぶりからも刺激を受け、ボールの扱いだけではなくチームのために走ることで日本人からの信頼を得られると教えられた[69]。もっとも、ラモスはアマラオがあまりに守備に奔走するので「（自身はMFだが、）FWは点を決めないと」「東京は守備させるためにお前を呼んだんじゃない」とコメントしている[69]。ラモスは2008年に行われたアマラオの引退試合にも参加。

### キング・オブ・トーキョー
1997年9月7日、サッカー日本代表はワールドカップアジア最終予選・ウズベキスタン戦で三浦知良が4得点を挙げる活躍で勝利。メディアが「キング・カズ」の活躍に沸き立つ中、翌日に行われたJFL第21節・東京ガスvs川崎フロンターレ でアマラオも4得点を記録し、東京ガスサポーターから「キング」の声が挙がった。しかし、この時はまだ内輪受けのパロディに過ぎなかった。
東京ガスは1999年よりFC東京としてJリーグに加盟することになったが、「キングと呼ばれる選手がいるらしい」という事実は実態が掴めない新規参入クラブを取材するメディアにとって格好の材料となり、FC東京のキングとして取り上げられる。サポーターもこれに便乗し、いつの頃からか「キング・オブ・トーキョー」の通り名で呼ばれるようになった。
ブラジル人のアマラオにとって「Rei (王)」の名はペレのものであり、また、日本サッカーへ多大な貢献をしてきたジーコやラモスがいるというのに自分が王と呼ばれていいのかと 当初はこの名を受け入れられずにいたが、サポーターと築いてきた信頼の証として認めるようになった。
アマラオ退団以後も、FC東京が味の素スタジアムで試合をする際には、サポーターによって「KING AMARAL STUDIUM」の巨大な横断幕が掲げられた。また、群馬県のクラブであるFCホリコシでも試合会場ではキング・オブ・トーキョーとして紹介された。
2008年10月に公開されたアマラオのドキュメンタリー自伝映画のタイトルも「KING OF TOKYO O FILME（キング・オブ・トーキョー・オ・フィウミ）」と銘打たれた。この映画はブラジル移民100周年を記念する事業の一環として外務省の認可の下で制作された。

## 所属クラブ
ユース経歴
- 1977年  AAポンチ・プレッタジュニア
- 1984年-1986年  パルメイリーニャ (SEパルメイラスのユース)
- 1987年  カピヴァリアーノFCユース

プロ経歴
- 1987年  コメルシアウFC（ポルトガル語版） (レンタル)
- 1988年  カピヴァリアーノFC
- 1989年-1991年  イトゥアーノFC
- 1992年  SEパルメイラス (レンタル)
- 1992年5月 - 2003年  東京ガスサッカー部/東京ガスフットボールクラブ/FC東京 (1995年に完全移籍加入)
- 2004年  湘南ベルマーレ
- 2005年 - 2007年4月  FCホリコシ/アルテ高崎 (2006年8月 - 12月は選手兼任監督)
- 2009年7月 - 12月  FC刈谷 (コーチ兼任)

## 個人成績
| 国内大会個人成績 | 国内大会個人成績 | 国内大会個人成績 | 国内大会個人成績 | 国内大会個人成績             | 国内大会個人成績 | 国内大会個人成績 | 国内大会個人成績 | 国内大会個人成績 | 国内大会個人成績 | 国内大会個人成績 | 国内大会個人成績 |
| 年度             | クラブ           | 背番号           | リーグ           | リーグ戦                     | リーグ戦         | リーグ杯         | リーグ杯         | オープン杯       | オープン杯       | 期間通算         | 期間通算         |
| 年度             | クラブ           | 背番号           | リーグ           | 出場                         | 得点             | 出場             | 得点             | 出場             | 得点             | 出場             | 得点             |
| ブラジル         | ブラジル         | ブラジル         | ブラジル         | リーグ戦                     | リーグ戦         | ブラジル杯       | ブラジル杯       | オープン杯       | オープン杯       | 期間通算         | 期間通算         |
| ---------------- | ---------------- | ---------------- | ---------------- | ---------------------------- | ---------------- | ---------------- | ---------------- | ---------------- | ---------------- | ---------------- | ---------------- |
| 1987             | コメルシアウ-RP  |                  | サンパウロ州3部  |                              | 16               |                  |                  |                  |                  |                  |                  |
| 1988             | カピヴァリアーノ |                  | サンパウロ州2部  |                              | 18               |                  |                  |                  |                  |                  |                  |
| 1989             | イトゥアーノ     |                  | サンパウロ州2部  |                              |                  |                  |                  |                  |                  |                  |                  |
| 1990 (pt)        | イトゥアーノ     |                  | サンパウロ州1部  |                              |                  |                  |                  |                  |                  |                  |                  |
| 1991 (pt)        | イトゥアーノ     |                  | サンパウロ州1部  |                              |                  |                  |                  |                  |                  |                  |                  |
| 1992 (pt)        | パルメイラス     |                  | サンパウロ州1部  |                              |                  |                  |                  |                  |                  |                  |                  |
| 日本             | 日本             | 日本             | 日本             | リーグ戦                     | リーグ戦         | リーグ杯         | リーグ杯         | 天皇杯           | 天皇杯           | 期間通算         | 期間通算         |
| 1992             | 東京ガス         | 11               | 旧JFL1部         | 16                           | 7                | -                | -                | -                | -                | 16               | 7                |
| 1993             | 東京ガス         | 11               | 旧JFL1部         | 17                           | 8                | -                | -                | -                | -                | 17               | 8                |
| 1994             | 東京ガス         | 11               | 旧JFL            | 30                           | 20               | -                | -                | 3                | 1                | 33               | 21               |
| 1995             | 東京ガス         | 11               | 旧JFL            | 28                           | 16               | -                | -                | 1                | 0                | 29               | 16               |
| 1996             | 東京ガス         | 11               | 旧JFL            | 25                           | 17               | -                | -                | 3                | 5                | 28               | 22               |
| 1997             | 東京ガス         | 11               | 旧JFL            | 25                           | 18               | -                | -                | 0                | 0                | 25               | 18               |
| 1998             | 東京ガス         | 11               | 旧JFL            | 24                           | 15               | -                | -                | 3                | 2                | 27               | 17               |
| 1999             | FC東京           | 11               | J2               | 26                           | 15               | 8                | 2                | 3                | 2                | 37               | 19               |
| 2000             | FC東京           | 11               | J1               | 22                           | 13               | 2                | 0                | 1                | 0                | 25               | 13               |
| 2001             | FC東京           | 11               | J1               | 25                           | 17               | 2                | 0                | 0                | 0                | 27               | 17               |
| 2002             | FC東京           | 11               | J1               | 29                           | 15               | 6                | 1                | 0                | 0                | 35               | 16               |
| 2003             | FC東京           | 11               | J1               | 25                           | 4                | 6                | 3                | 2                | 0                | 33               | 7                |
| 2004             | 湘南             | 12               | J2               | 19                           | 2                | -                | -                | 2                | 0                | 21               | 2                |
| 2005             | ホリコシ/高崎    | 7                | JFL              | 24                           | 15               | -                | -                | 2                | 3                | 26               | 18               |
| 2006             | ホリコシ/高崎    | 11               | JFL              | 4                            | 1                | -                | -                | 0                | 0                | 4                | 1                |
| 2007             | ホリコシ/高崎    | 11               | JFL              | 0                            | 0                | -                | -                | -                | -                | 0                | 0                |
| 2009             | 刈谷             | 28               | JFL              |                              |                  | -                | -                | 1                | 0                |                  |                  |
| 通算             | ブラジル         | ブラジル         |                  | \|\|\|\|\|\|\|\|\|\|\|\|\|\| |                  |                  |                  |                  |                  |                  |                  |
| 通算             | 日本             | 日本             | J1               | 101                          | 49               | 16               | 4                | 3                | 0                | 120              | 53               |
| 通算             | 日本             | 日本             | J2               | 45                           | 17               | 8                | 2                | 5                | 2                | 58               | 21               |
| 通算             | 日本             | 日本             | JFL              | 28                           | 16               | -                | -                | 2                | 3                | 30               | 19               |
| 通算             | 日本             | 日本             | 旧JFL1部         | 165                          | 101              | -                | -                | 10               | 8                | 175              | 109              |
| 総通算           | 総通算           | 総通算           | 総通算           | \|\|\|\|\|\|\|\|\|\|\|\|\|\| |                  |                  |                  |                  |                  |                  |                  |

- ジャパンフットボールリーグ初出場 - 1992年7月5日 JFL第1節 vsヤンマーディーゼルサッカー部 (美作)[13]
- ジャパンフットボールリーグ初得点 - 1992年7月12日 JFL第3節 vsNKKサッカー部 (多摩)
- Jリーグ ディビジョン2初出場・初得点 - 1999年3月14日 J2第1節 vsサガン鳥栖 (西が丘)
- Jリーグ ディビジョン1初出場 - 2000年3月11日 J1 1stステージ第1節 vs横浜F・マリノス (横浜国際)
- Jリーグ ディビジョン1初得点 - 2000年3月18日 J1 1stステージ第2節 vsアビスパ福岡 (国立)
- 日本フットボールリーグ初出場 - 2005年3月27日 JFL前期第1節 vs横河武蔵野FC (浜川)
- 日本フットボールリーグ初得点 - 2005年4月24日 JFL前期第5節 vs栃木SC (群馬球)

### ハットトリック
- 1994年06月02日 - JFL第11節 vs甲府サッカークラブ (西が丘)
- 1995年08月20日 - JFL第16節 vsNEC山形 (多摩)
- 1996年09月15日 - JFL第21節 vsコスモ石油四日市FC (夢の島)
- 1997年09月08日 - JFL第21節 vs川崎フロンターレ (江戸川) ※4得点
- 1997年10月26日 - JFL第29節 vsジャトコ (富士)
- 1999年09月19日 - J2第27節 vsベガルタ仙台 (仙台)
- 2000年07月08日 - J1 2ndステージ第3節 vs川崎フロンターレ (国立)
- 2001年11月13日 - J1 2ndステージ第12節 vsセレッソ大阪 (東京)
- 2002年08月03日 - J1 1stステージ第12節 vs柏レイソル (柏)
- 2005年10月22日 - JFL 後期第9節 vs三菱自動車水島FC (敷島) ※5得点

### 引退試合
2008年5月11日開催。当時のJリーグ規約には、引退試合開催要件として公式戦通算500試合出場という規定が設けられていたため、アマラオはこの要件を満たしていなかったことから、無料の非公式試合として開催された。
なお、この試合はFC東京のホームスタジアムである味の素スタジアムの命名権更新を記念する「第1回味の素スタジアム感謝デー」の一環として行われている。
参加選手はJFAアンバサダーを中心とするチームと東京ガス及びFC東京OBチームの二手に分かれ、アマラオは前半は前者、後半は後者を率いてプレー。後半20分に得点を挙げた。
| 2008年5月11日 14:00 |

| AMARAL AMIGOS       | 2 - 3 | TOKYO LEGENDS     |
| 山口素弘 · 永島昭浩 |       | 和田潤 · アマラオ |

| 味の素スタジアム 観客数: 15591人 |

| AMARAL |    |              |
|        |    |              |
| GK     | 01 | 小島伸幸     |
| FP     | 02 | 名良橋晃     |
| FP     | 03 | 相馬直樹     |
| FP     | 05 | 山口素弘     |
| FP     | 06 | 本田泰人     |
| FP     | 07 | 前園真聖     |
| FP     | 10 | ラモス瑠偉   |
| FP     | 11 | アマラオ     |
| FP     | 14 | レイナルド   |
| FP     | 16 | 澤登正朗     |
| FP     | 17 | 小倉隆史     |
| 控え   |    |              |
| GK     | 21 | 林一章       |
| FP     | 04 | 安彦考真     |
| FP     | 08 | 矢部次郎     |
| FP     | 09 | 相根澄       |
| FP     | 13 | 永島昭浩     |
| FP     | 15 | 平間智和     |
| FP     | 18 | マルキーニョ |
| FP     | 20 | 古庄亨       |

| TOKYO |    |            |
|       |    |            |
| GK    | 01 | 堀池洋充   |
| FP    | 05 | 古邊考功   |
| FP    | 05 | 下平隆宏   |
| FP    | 06 | 浮氣哲郎   |
| FP    | 09 | 和田潤     |
| FP    | 10 | 三浦文丈   |
| FP    | 12 | 梅山修     |
| FP    | 13 | 加賀見健介 |
| FP    | 16 | 小池知己   |
| FP    | 17 | 鏑木享     |
| FP    | 18 | 岡元勇人   |
| 控え  |    |            |
| GK    | 22 | 鈴木敬之   |
| FP    | 10 | 奥原崇     |
| FP    | 11 | アマラオ   |
| FP    | 14 | 原博実     |
| FP    | 17 | 岡島清延   |
| FP    | 20 | 松本磨     |
| FP    | 25 | 岡本淳一   |
| FP    | 27 | 立石敬之   |

## 指導歴
- 2006年8月 - 2006年12月  アルテ高崎 監督 (選手兼任)
- 2009年4月 - 同年12月 FC刈谷コーチ (2009年7月から選手兼任)
- 2010年  FC刈谷 監督
- 2011年  東京23フットボールクラブ 監督
- 2014年  暁星国際学園サッカー部 ヘッドコーチ
- 2016年  ザスパクサツ群馬 コーチ
  -  ルーヴェン高崎FC コーチ (兼務)[77]
- 2017年 - 2019年  tonan前橋 監督
- 2020年  tonan前橋 ヘッドコーチ
- 2022年 - 2024年  FC東京 アンバサダー
- 2025年 -  横浜FC ストライカーコーチ
  -  暁星国際高等学校サッカー部 コーチ（2025年時点で横浜FCコーチと兼務）

## 監督成績
| 年度   | クラブ | 所属      | リーグ戦 | リーグ戦 | リーグ戦 | リーグ戦 | リーグ戦 | リーグ戦 | カップ戦 | カップ戦 | 備考                     |
| 年度   | クラブ | 所属      | 順位     | 勝点     | 試合     | 勝       | 分       | 敗       | リーグ杯 | 天皇杯   | 備考                     |
| ------ | ------ | --------- | -------- | -------- | -------- | -------- | -------- | -------- | -------- | -------- | ------------------------ |
| 2006   | 高崎   | JFL       | 10位     | 12       | 9        | 3        | 3        | 3        | -        | 2回戦    | 8月より (順位は最終順位) |
| 2010   | 刈谷   | 東海1部   | 2位      | 35       | 16       | 10       | 5        | 1        | -        | -        |                          |
| 2011   | 東京23 | 東京都1部 | 1位      | 40       | 14       | 13       | 1        | 0        | -        | -        |                          |
| 2017   | 前橋   | 関東2部   | 2位      | 31       | 18       | 9        | 4        | 5        | -        | 2回戦    |                          |
| 2018   | 前橋   | 関東2部   | 3位      | 31       | 18       | 8        | 7        | 3        | -        | -        |                          |
| 2019   | 前橋   | 関東2部   | 4位      | 28       | 18       | 8        | 4        | 6        | -        | -        |                          |
| 総通算 | 総通算 | 総通算    | -        | -        | 93       | 51       | 24       | 18       | -        | -        | -                        |

## タイトル
選手
- サンパウロ州選手権A2 (1989年)
- ジャパンフットボールリーグ (1998年)

監督
- 東京都社会人サッカーリーグ1部 (2011年)
- 全国社会人サッカー選手権大会 (2011年)
- 群馬県サッカー協会長杯サッカー大会 (2017年)

## 出演
CM
- 東京電話「ロスタイム編」 (2001年) - 松坂慶子との共演。アマラオが松坂の得点をアシスト[78]。